# Amegilla albigena
Amégille à joues blanches
Espèce
Synonymes
- Anthophora albigena Lepeletier, 1841[1]
- Anthophora binotata Lepeletier, 1841[1]
- Anthophora graeca Alfken, 1942[1]

Amegilla albigena, qui a pour nom commun Amégille à joues blanches, est une espèce d'hymenoptères de la famille des abeilles.

## Description
Les abeilles ont une longueur de corps de 9 à 11 millimètres (femelles) et de 9 à 10 mm (mâles). Le bouclier avant et les parties de la plaque frontale (clypéus) et la face latérale sont à motifs blancs chez les femelles. Les animaux ont principalement des poils blancs, dorsalement sur le thorax, les poils sont mélangés à des poils plus longs et foncés, sur le disque des deuxième à sixième tergites et sur le sternum, les poils sont noirs. Les tergites un à cinq ont chacun un large bandage de poils blancs bien ajusté à l'arrière. La scopa est blanche. Les joues sont très étroites. Les pulvillis sont absents des membres griffus. Les mâles ressemblent aux femelles, mais ont des marques faciales jaune blanchâtre plus prononcées. La scapus est légère devant et sur le septième tergite il y a deux petites pointes à la fin.

## Répartition
L'espèce est répandue dans la région méditerranéenne et dans le Sud de l'Europe centrale.

## Comportement
Amegilla albigena est une abeille solitaire. Elle vole de début juin à début octobre. Les femelles construisent leurs nids dans le sol. 

## Écologie
Le pollen est collecté à partir de différentes familles de plantes, mais principalement de Lamiaceae et de Boraginaceae : Ballota acetabulosa, Ballota nigra, Centaurea solstitialis, Lavandula latifolia, Nepeta italica, Rosmarinus officinalis, Rubus ulmifolius, Salvia tomentosa (id), Spiranthes spiralis, Stachys cretica, Thymbra capitata.